# Персијска уметност
Персија је добила назив по народу који је освојио Вавилон 539. п. н. е. То је данашњи Иран.
Персијанци, пре освајања Вавилона, су били стални номади, нису имали трајних споменика и писаних извештаја. Њихову уметност познајемо на основу предмета које су сахрањивали са мртвима. Такви предмети од кости дрвета или метала, представљају врсту покретне уметности, како називамо номадску опрему: оружје, коњска опрема, копче, фибуле, пехари, зделе и слично. Свим предметима је заједнички репертоар облика познат као «животињски стил». Њега карактерише декоративна употреба животињских мотива у веома апстрактном маштовитом облику. У најранијем облику га налазимо на праисторијској бојеној грнчарији из западног Ирана.
Тим пре је фасцинантно како је једно номадско племе успело тако брзо, у току само једне генерације, и потпуно да овлада сложеном администрацијом асирске империје. Притом су задржали своју сопствену културу и врло ефектно применили знања која су наследили од Асираца да је развију.
Када су били на врхунцу, под Даријем I и Ксерксом (523-465. п. н. е.) персијско царство је било веће од египатског царства и асирског царства узетих заједно, а срушио га је Александар Велики 331. п. н. е.
Персијска вера – учење Зороастра, дуализам светлости и мрака отелотворена у Ахурамазди - светлост и Ахриману - мрак. Немају религиозну архитектуру, верски обред врше под ведрим небом на олтарима са ватром.
Персијске палате су остављале снажан уисак. Са највише претензија изграђена је палата у Персеполису. Њена основа подсећа на асирске краљевске резиденције - с великим бројем просторија, дворана и дворишта на уздигнутој платформи. 
Скулптура је у архитектонском оквиру, церемонијална. Рељефи су са фигурама у свечаном маршу, без узора са слојевима одеће једним преко другог. Рамена и руке се фино пробијају кроз драперију. Персијска уметност под Ахеменидима је синтеза више елемената, надовезује се на месопотамску традицију, наслеђујући њена темељна обележја. Од Асираца узимају целебративни рељеф. Статична је. Преокупирана је декоративним ефектима из номадске прошлости.
За време Сасанида уметност је била мешавина римских елемената и елемената уметности Блиског истока. Статична је. Свилене тканине су понос сасанидске уметности.